# Сухоровський Марцелій Гаврилович
Марцелій Гаврилович Сухоровський (1840—1908) — живописець-портретист, академік Імператорської Академії мистецтв, який мав скандальну славу за життя. Згадується у ранній редакції оповідання А. А. П. Чехова «Твір мистецтва».

## Біографія
Народився в Галичині (Австро-Угорщина) у 1840 році. Переселився до Росії.
У 1858 році вступив до Імператорської Академії мистецтв. Під час навчання в Академії був нагороджений двома малими срібними медалями за етюди, у 1866 р. — великою срібною медаллю за малюнок. Закінчив Академію у 1868 році зі званням художника ІІІ ступеня.

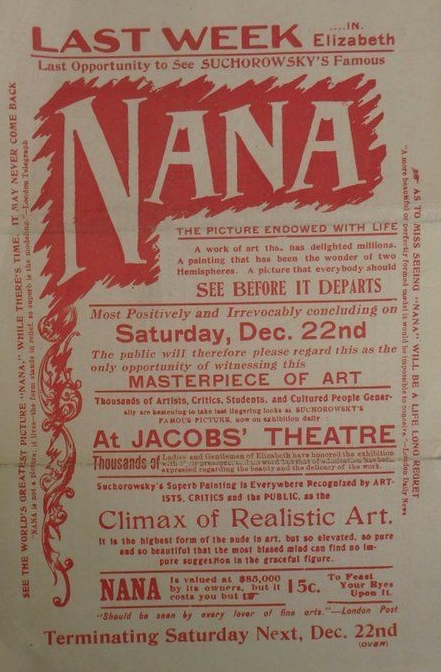
Листівка з рекламою виставки картини «Нана» (1894)

Працював як портретист. У 1872 році був удостоєний звання класного художника І ступеня за портрет пані Раппопорт. У 1874 році обраний академіком за портрет княгині Голіциної та низку інших творів.
Довгий час не користувався популярністю. Однак, коли в 1880 був опублікований популярний роман Еміля Золя «Нана» про життя французької кокотки, Сухоровський намалював картину «Нана» в жанрі ню. Картина мала надзвичайний успіх, принесла йому ім'я та статки, хоча деякі почали називати Сухоровського «порнографом». Сухоровський возив «Нану» містами Росії, а також виставляв картину за кордоном. Виставка картини супроводжувалася особливим освітленням, музикою, драпіруванням та різними предметами обстановки; наприклад, на оксамитовому килимі біля рами картини були недбало кинуті атласні рожеві туфлі . Картина була продана англійському промисловцю і вважається найдорожчою російською картиною. Пізніше подібні виставки Сухоровський повторював і для інших своїх картин.
Проте невдачі переслідували Сухоровського майже все життя; його стан був підірваний великими катастрофами (пожежами) та хворобами. Свою останню картину — «Дочка Нана» — писав у тяжкому й пригніченому стані, покладаючи на неї останні надії.
Помер 26 лютого 1908 від інфаркту. Похований у Санкт-Петербурзі на Микільському цвинтарі.
У 1909 році в Петровському пасажі відкрилася посмертна виставка Сухоровського, де публіці була продомонстрована картина «Дочка Нана».

## Відомі картини
- «Портрет юної красуні» (1868)
- «Портрет невідомого (з сім'ї графів Олсуф'євих)» (1875)
- «Портрет дівчинки» (1880)
- «Нана» (1881)
- «Мариця» (1886)
- «Портрет пані Раппопорт»
- «Портрет княгині Голіциної»
- «Марія Магдалина»
- «Сон наяву»
- «Полонянка в гаремі»
- «Художник за …» (1900)
- «Задоволена життям» (1903)
- «Дівчина на кухні» (1904)
- «Портрет жінки»
- «Дівчина з віялом» (1906)
- «Дочка Нана» (1908)

## Родина
- Син Володимир Марцелійович Сухоровський (1870-після 1909) — російський архітектор.